# Telethera formosa
Telethera formosa är en fjärilsart som beskrevs av Sigeru Moriuti 1978. Telethera formosa ingår i släktet Telethera och familjen bronsmalar. Inga underarter finns listade i Catalogue of Life.